# كينجي أداتشيهارا
كينجي أداتشيهارا (باليابانية: 足立原 健二) مواليد 8 نوفمبر 1984 في ساغاميهارا، كاناغاوا، كاناغاوا، اليابان، هو لاعب كرة قدم ياباني. يلعب كمهاجم.

## المسيرة الاحترافية

### أندية لعب لها
- آلبيركس نيغاتا
- برسيب باندونغ

## روابط خارجية
- كينجي أداتشيهارا على موقع قاعدة بيانات كرة القدم.إي يو (الإنجليزية)
- كينجي أداتشيهارا على موقع Soccerway.com (الإنجليزية)